# Elecciones parlamentarias de Siria de 2024
Las elecciones parlamentarias se celebraron en Siria el 15 de julio de 2024. La fecha fue fijada por un decreto emitido por el presidente Bashar al-Ásad el 11 de mayo de 2024. Se eligieron 250 miembros para un mandato legislativo de cuatro años.Estas fueron las últimas elecciones de la Siria baazista, y las últimas del gobierno de Bashar al-Ásad.

## Antecedentes
La Asamblea Popular de 250 miembros ha sido poco más que un sello de aprobación para los baazistas gobernantes desde que llegaron al poder con el golpe de Estado de 1963.  Dos tercios de los escaños de la asamblea están reservados para los baazistas y sus aliados en el Frente Nacional Progresista, lo que significa que es imposible que los baazistas pierdan una elección.  Sin embargo, desde el inicio de la Guerra Civil Siria en 2011, las elecciones a la Asamblea han sido vistas como un "barómetro de influencia entre la élite gobernante", debido al aumento de miembros no alauitas que representan varios nuevos grupos y milicias que han ayudó a apuntalar el régimen baazista.  Como tal, Ásad ordenó al aparato de seguridad de Siria que no interviniera en las primarias baazistas, para inyectar un nuevo "sabor" que revitalizara el partido. La tarea principal de la nueva Asamblea habría sido la de enmendar la constitución para permitir que Ásad pudiera postularse para otro mandato en 2028.El gobierno también está concediendo reformas como parte de un esfuerzo de rehabilitación de los rebeldes que se rindieron en Daraa, que la recién elegida asamblea redactará.
La Alta Comisión Electoral Independiente de la Administración Autónoma del Norte y Este de Siria celebró elecciones rivales para los consejos municipales el 30 de mayo, mientras que en el noroeste de Siria el Consejo General Shura del Gobierno de Salvación de Siria formó un "Comité Electoral Supremo" para consolidar su poder.

## Sistema electoral
Los 250 escaños de la Asamblea Popular de Siria se eligen a través de la votación en bloque de partidos en 15 circunscripciones plurinominales. Los votantes en una cabalgata eligen una lista de candidatos, y el que tiene la mayor cantidad de votos gana todos los escaños en juego en la cabalgata. Cada lista está compuesta por un mínimo de dos tercios de los candidatos del Partido Baaz y la mitad de obreros y campesinos, de modo que el total de estos últimos es de 127 del total de 250 diputados electos.

## Conducta
Los colegios electorales abrieron a las 07:00 y se suponía que cerrarían a las 21:00, pero el Comité Judicial Superior los extendió por dos horas.

### Incidentes
Varios colegios electorales fueron atacados por manifestantes que también destruyeron urnas mientras coreaban consignas contra Asad en la gobernación de As-Suwayda. Un manifestante resultó herido tras recibir disparos de las fuerzas de seguridad.
Las elecciones en Alepo y sus zonas rurales, así como en Latakia, Hama y Daraa, fueron canceladas y tuvieron que repetirse debido a violaciones relacionadas con el hecho de que algunos votantes votaron más de una vez.

## Resultados
El partido Baaz obtuvo 169 escaños, mientras que sus aliados obtuvieron 16 (tres para el Partido Social Nacionalista Sirio, dos para el Partido Comunista Sirio (Unificado), dos para el Partido Comunista Sirio (Bakdash), dos para el Partido del Pacto Nacional, dos para el Partido de la Unión Democrática Árabe, dos para el Partido Unionista Socialista, dos para el Partido de la Unión Socialista Árabe, y uno para el Partido Socialista Unionista Democrático). Los 65 escaños restantes fueron ganados por independientes.
|       | Frente Nacional Progresista | 185 | 2 |  |  |  |
|       | Independientes              | 65  | 2 |  |  |  |
|       |                             |     |   |  |  |  |
| Total | Total                       | 250 |   |  |  |  |

## Reacciones
Los grupos de oposición en el extranjero en el exilio describieron las elecciones como "absurdas", diciendo que solo representaban a "la autoridad gobernante".
El embajador alemán en Siria declaró que Alemania no apoya la celebración de elecciones en Siria en este momento, explicando que las elecciones libres y justas son una parte integral de la resolución del conflicto y el establecimiento de la paz en Siria, pero que las condiciones aún no estaban listas y que la celebración de las elecciones en este momento afianzaría el statu quo del conflicto y la división. Alemania también reiteró su apoyo a la plena aplicación de la resolución 2254 del Consejo de Seguridad de las Naciones Unidas.